# Jan Potocki

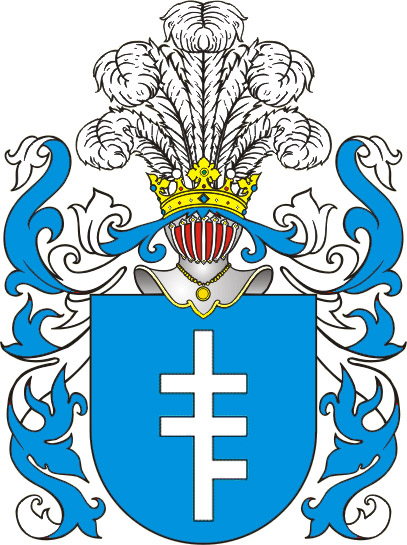
Escut del clan Pilawa

Jan Nepomucen Potocki de Pilawa (Pików, 8 de març de 1761 - 1815) va ser un científic, historiador i novel·lista polonès, cèlebre per la seua novel·la El manuscrit trobat a Saragossa.

## Biografia
El comte Jan (o Jean) Potocki naix el 8 de març de 1761 a Pików (regió llavors polonesa que avui forma part d'Ucraïna). Com a membre d'una de les famílies més riques del país, rep una sòlida educació, tant científica com humanística, a Ginebra i Lausana. A continuació, ingressa en l'Acadèmia Militar de Viena. Lluita com a soldat contra els pirates barbarescos i viatja incansablement per Europa Occidental, els països del Magrib, Egipte i Constantinoble. Els llibres de viatges que escriu en aquesta època fan d'ell un pioner de l'etnografia.
A mitjans dels anys 1780, viu a París, on té ocasió de tractar amb els intel·lectuals il·lustrats. S'interessa també per l'esoterisme, vivament lligat en aquella època a l'agitació política.
L'any 1788 torna a Polònia, on funda una impremta i una editorial i sorprèn els seus contemporanis, l'any 1790, sobrevolant Varsòvia en globus. D'ací passa al Caucas, on absorbeix ràpidament la cultura dels països eslaus. El 1805 inicia un viatge a Pequín com a assessor científic del tsar Alexandre I de Rússia. L'expedició mai no arriba a la seua meta: en negar-los el pas l'emperador Iung-Ien, Potocki fa cap a Mongòlia.
De retorn al seu país l'any 1812, els seus últims anys transcorren en el seu castell d'Uladowka. L'evolució de la Revolució Francesa cap al Terror i l'Imperi, el divorci de la seva segona esposa i una malaltia penosa (probablement, la sífilis) el sumeixen en una profunda depressió. Segons algun biògraf imaginatiu, li va obsessionar la idea que s'havia convertit en home llop. Per aquesta o per una altra raó, comença a polir l'ansa d'un sucrer de plata fins a donar-li forma de bala. Demana al capellà del castell que beneïsca el projectil i a continuació es vola el cervell d'un tret.

## El manuscrit trobat a Saragossa
La creació més notòria de Potocki és la novel·la El manuscrit trobat a Saragossa, construïda segons la tècnica del relat emmarcat, amb històries dins d'històries que es ramifiquen i entremesclen, a la manera del Decameró o Les mil i una nits. Començada l'any 1797, l'autor va treballar-hi fins a completar-la poc abans del seu suïcidi.
La primera part del llibre, publicada l'any 1804, és un relat fantàstic, pròdig en prodigis (encara que quasi tots ells acaben rebent una explicació racional). El protagonista, Alfons van Worden, és un oficial de la Guàrdia Valona que travessa Sierra Morena en direcció a Madrid. En el camí, topa amb tota mena de personatges extraordinaris: gitanos, princeses mores, lladres, endimoniats, cabalistes i fins i tot amb Ahasverus, el jueu errant. Tots ells van teixint entorn de van Worden una complexa xarxa d'enganys, que posen a prova el seu tremp i trellat. Finalment, van Worden descobreix que tots els qui l'envolten estan al servei d'un misteriós personatge, el xeic dels Gomélez, que ha decidit sotmetre'l a una complexa prova iniciàtica.
La segona part de l'obra, Avadoro (una història espanyola), va veure la llum l'any 1813. Els elements fantàstics s'atenuen en favor d'intrigues cortesanes i amoroses.
Durant el segle xix, la novel·la va caure en l'oblit, fins a tal punt que alguns dels seus escassos lectors, com Gérard de Nerval i Washington Irving, van cedir a la temptació de plagiar algunes de les seues històries i presentar-les com a pròpies. Quan el text torna a publicar-se el 1958, gràcies als esforços de Roger Caillois, deixa bocabadats els aficionats a la literatura fantàstica, que la reconeixen com una obra mestra del gènere.
L'any 1963 el director polonès Wojciech J. Has porta a la pantalla la primera part del Manuscrit, amb banda sonora de Krzysztof Penderecki. La pel·lícula, qualificada per Luis Buñuel com a excel·lent, es convertix prompte en un film de culte. A principis dels 90, Jerry Garcia s'interessa per la pel·lícula, pagant-ne de la seu butxaca la restauració. Mor el 1995, sense veure complit el seu objectiu, però en recullen el testimoni altres dos fans de Has i Potocki, Martin Scorsese i Francis Ford Coppola. Per fi, s'edita en DVD en el 2001.
A Espanya, l'any 2003, el dramaturg Francisco Nieva realitza una discutida adaptació teatral de la novel·la.

## Altres obres

### Teatre
- Farses (Parades) (1792)
- Els gitanos d'Andalusia (1794)

### Llibres de viatges
- Viatge a Turquia i Egipte (1789)
- Viatge a l'Imperi del Marroc (1792)
- Viatge per algunes parts de la Baixa Saxònia per a la cerca d'antiguitats o wendes (1794)
- Memòria sobre un nou periple del Pont Euxí, així com sobre la més antiga història dels pobles del Taurus, del Caucas i d'Escítia (1796)
- Viatge a l'imperi de la Xina
- Viatge per les estepes d'Astracan i del Caucas (pòstum-1829).

### Llibres d'història
- Fragments històrics i geogràfics sobre Escítia, Sarmàcia i els eslaus (1796)
- Història primitiva dels pobles de Rússia (1802)
- Assaig sobre la història universal
- Principis per a una cronologia dels temps anteriors als Jocs Olímpics

## Traduccions al català
- El manuscrit trobat a Saragossa [Manuscrit Trouvé à Saragosse / Manuscrit found in Zaragoza, 1803-1815], Barcelona: Els Llibres de Glauco, 1985. Pròl., Joan Perucho; trad., Helena Jürgens.